# Cu-Lao-Cham-Naturschutzgebiet

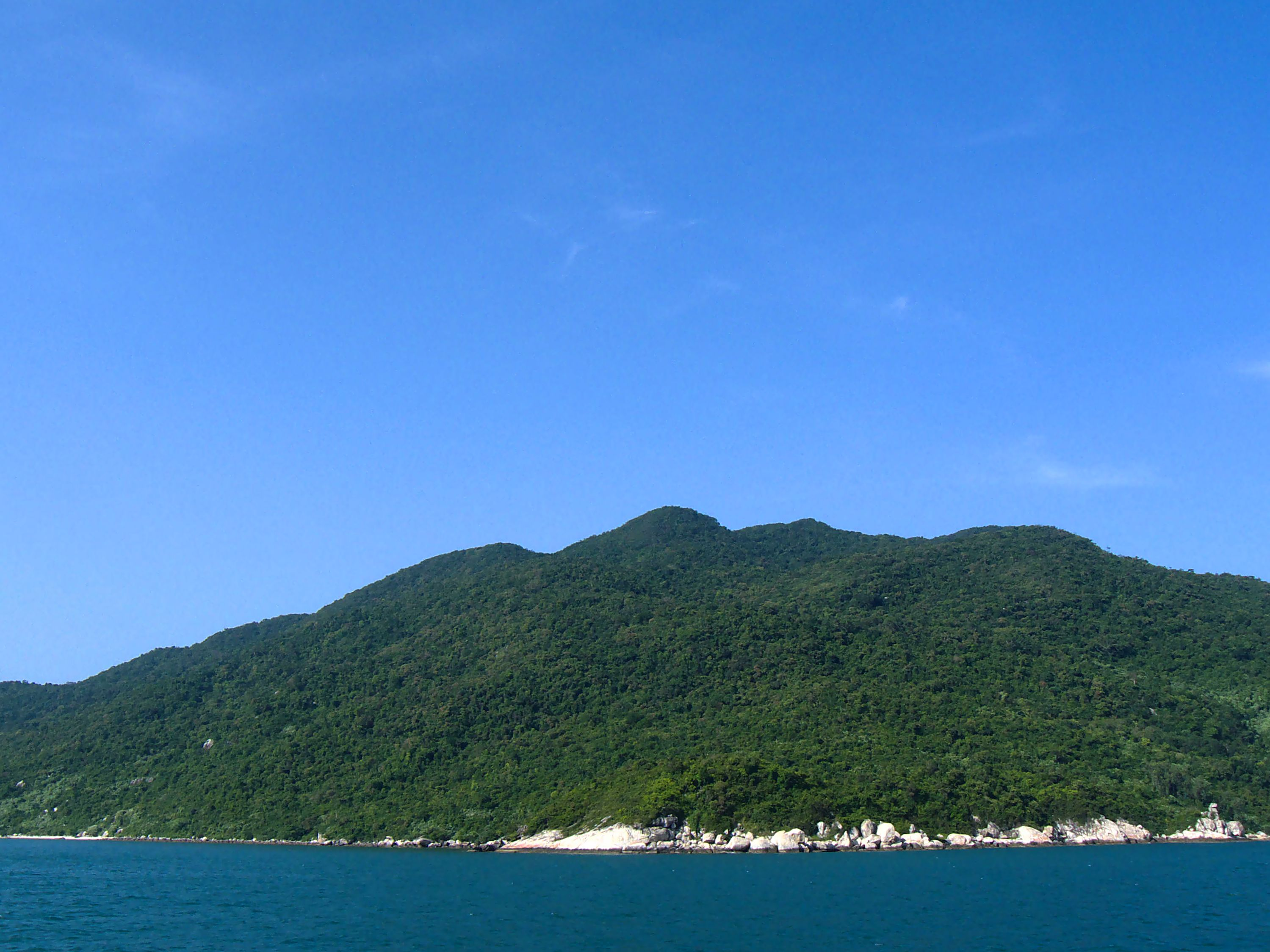
Cu Lao Cham Marine Park, Vietnam

Das Schutzgebiet Cu Lao Cham (Cù lao Chàm) in Vietnam besteht aus dem sich teilweise überlappendem Naturschutzgebiet und dem Meeresschutzgebiet Cu Lao Cham und beinhaltet eine Inselgruppe um die Hauptinsel Hon Lao (Hòn Lao). Das Schutzgebiet umfasst den Inseln vorgelagerte Korallenriffe, Seetangwiesen und ein tropisches Regenwaldgebiet mit einer Vielzahl an Tier- und Pflanzenarten. Es wird angestrebt die umliegenden Meeresbereiche ebenfalls zu schützen (Cu-Lao-Cham-Meeres-Naturschutzgebiet).

## Entstehung
Die Planungen für ein Naturschutzgebiet Cu Lao Cham wurde 1986 begonnen und endeten 1994 mit der offiziellen Einrichtung durch das Hội An Town People’s Committee. Das 1544 ha große Schutzgebiet wird in eine Kernzone mit 800 ha und in eine Pflege- und Entwicklungszone mit 744 Hektar eingeteilt.
Im September 2003 erfolgte die Einrichtung des Meeresschutzgebiet Cu Lao Cham. Direkt an das Naturschutzgebiet angrenzend und diese auch teilweise überlappend hat es eine Größe von 5175 ha.

## Lage und Geografie
Das Schutzgebiet ist Teil der Provinz Quảng Nam und liegt etwa 40 km von Hội An und 12 km vom Festland entfernt. Es umfasst eine Inselgruppe mit der Hauptinsel Hòn Lao (1,317 ha) und sieben kleineren, unbewohnten Inseln Hòn Khô mẹ (3 ha), Hòn Khô (8 ha), Hòn Lá (72 ha), Hòn Dài (61 ha), Hòn Mồ (11 ha), Hòn Tai (34 ha) und Hòn Ông (38 ha). Mit 517 m und 316 m liegen die höchsten Erhebungen des Gebietes auf Hòn Lao.

## Fauna und Flora
Der den Archipel dominierende Tieflandregenwald bedeckt eine Fläche von 532 ha und ist noch weitgehend unerforscht. Bedeutung hat das Schutzgebiet auch als Heimat und Rückzugsgebiet für Wasservögel und Weißnestsalanganen.
Die den Inseln vorgelagerten Korallenriffe mit einer Gesamtgröße von 165 ha und die 500 ha Seetangwiesen beheimaten 135 verschiedene Korallenarten, 202 Fischarten, 84 Arten Mollusken und 4 Arten der Familie der Hummerartigen.

## Bevölkerung und Tourismus
Im Schutzgebiet leben auf der Hauptinsel mit dem Fischerdorf Tan Hiep etwa 2800 Menschen. Überwiegend verdienen sie sich ihren Lebensunterhalt durch Fischfang und Landwirtschaft, aber durch den Ausbau des Tourismus auch immer mehr durch Dienstleistung und mit Kunsthandwerk.

## Probleme
Zunehmende Umweltverschmutzung, Zunahme des Tourismus, Rodung des Regenwalds und Absammeln von Schwalbennestern stellen nur ein paar Probleme dar, denen das Schutzgebiet entgegnen muss.